# БМВ Серия 3 (E21)
БМВ E21 е първото поколение на БМВ Серия 3 и е произвеждано между юни 1975 г. и 1983, като заменя БМВ Серия 2.
Първоначално е произвеждано като седан с 2 врати, с четирицилиндров бензинов двигател. Двигатели с впръскване на гориво са представени през 1975 г., а шестцилиндровите двигатели са добавени през 1977 г. Между 1978 и 1981 е достъпна версия кабриолет.
Не е произвеждана М3 версия на поколение Е21, но въпреки това на пазара са пуснати няколко лимитирани модела на най-мощната версия, задвижвана от шестцилиндровия 323i.
Е21 е заменен от Е30 през 1982 г.

## Разработване
Под ръководството на главния си акционер (51%) Хърбърт Куант, БМВ решава да замени вече остаряващата си Серия 2.
През юли 1975 управителният съвет на компанията представя Е21 на Олимпийския стадион в Мюнхен.

## Стилистика
Предната част на Е21 е доминирана от типичната за БМВ бъбречна решетка, която ясно се откроява от капака на радиатора. Дизайнът на новия автомобил наподобява този на Е12 от Серия 5, който се произвежда по време на представянето на Е21.
Пол Брак, директор на дизайнерския отдел на компанията от 1970 до 1974 г., получава заслугите за дизайна на Е21.

## Интериор
Вътрешният дизайн на Е21 отбелязва представянето на нова дизайнерска концепция. Тя включва централна конзола и зона на централното табло, наклонени към шофьора. Това се превръща в основен елемент от дизайнерската философия на БМВ за дълги години напред. С цел да се осигури максимална сигурност всички ръбове и контролни елементи в интериора са заоблени и подплатени.

## Шаси и окачване
С дължина на междуосието от 2,6 метра, дължината на надвесените предна и задна каросерия са минимални. Трасето на оста е 1364 mm в предната част и 1377 mm в задната.
Окачването използва управление със зъбна рейка в предната част и независимо окачване в задната. Дизайнът на задното окачване предизвиква промени в ъглите, което може да доведе до презавиване при достигане на лимита на завиване.